# Derlon
Derlon Almeida, est un artiste peintre brésilien. Il s'inspire du graffiti et de la tradition du cordel.

## Biographie
Derlon est originaire de la ville de Recife.
Son style s'inspire de la xylogravure utilisée pour illustrer la Littérature de cordel, du Graffiti,  et du Pop art, en particulier Keith Haring.
Son vocabulaire pictural présente des figures récurrentes (personnages de la culture nordestine, oiseaux, fleurs, serpents, bateaux, etc.) peintes avec de grands aplats de noir sur fond blanc, et parfois des aplats de couleurs primaires.  Son style, simple, urbain et populaire, est immédiatement reconnaissable. Derlon vit aujourd'hui entre Recife et São Paulo. Ses œuvres sont visibles dans les rues du centre de grandes métropoles brésiliennes comme São Paulo, Recife, Rio de Janeiro et Aracaju.
Reconnu pour ses fresques, Derlon présente aussi régulièrement ses œuvres sur toile ou panneau de bois dans des galeries d'art contemporain.
À l'occasion de l'année du Brésil au Portugal, il est commissionné pour peindre les façades de la Lx Factory à Lisbonne. L'espaço Brasil, ancien entrepôt de 1 200 m2 reconverti en espace d'art pluri-disciplinaire, a été inauguré par Marta Suplicy, ministre de la culture du Brésil, le 16 novembre 2012.
Em 2014, il peint Ir e Vir (aller et venir), une fresque de 14 mètres de long dans le musée Cais do Sertão, situé dans le quartier de Recife Antigo de Recife.

## Expositions
- 2013 : From Manguetown : the urban art of Derlon (71A Gallery, Londres)[3]
- 2013 : Memorias (Galeria Dumaresq, Recife)[4]
- 2012 : A Fumaça do Pajé (Sala Nordeste, Recife)
- 2012 : Reis, Rainhas e Plebeus (Espaço Cultural Eletrobrás Furnas, Rio de Janeiro)
- 2011 : Derlon Almeida (Galeria Artur Fidalgo, Rio de Janeiro)
- 2009 : Derlon e a Incrível Metamorfose Macunamouse (Artur Fidalgo Galeria, Rio de Janeiro)

## Sources
(mai 2013).
- Article sur l'exposition Memorias paru dans le quotidien Jornal do Commercio
- Interview de Derlon dans le quotidien Diario de Pernambuco
- Inauguration de l'Espaço Brasil, peint par Derlon, sur le site du Planalto, la présidence brésilienne
- Fresque dans le musée Cais do Sertão : http://g1.globo.com/pernambuco/noticia/2014/01/primeiros-visitantes-conhecem-obras-do-cais-do-sertao-no-recife-antigo.html